# Nicklas Bendtner
Nicklas Bendtner, né le 16 janvier 1988 à Copenhague, est un footballeur international danois qui évolue au poste d'attaquant.

## Biographie

### Carrière en club
Après avoir joué pour la réserve du FC Copenhague, Nicklas Bendtner rejoint Arsenal à l'été 2004. Le petit prince du football danois fait ses débuts avec son nouveau club le 25 octobre 2005, lors d'un match de League Cup où il remplace Quincy Owusu-Abeyie dans les dernières minutes de jeu.
Pour gagner du temps de jeu, il est prêté à Birmingham City en 2006. Il débute le 5 août 2006, remplaçant Stephen Clemence (en) lors d'un match contre Colchester United. Du 25 novembre au 2 décembre 2006, l'étoile montante du football danois inscrit trois buts en trois matches. Initialement prévu jusqu'à janvier 2007, le prêt est prolongé jusqu'à la fin de la saison, Arsène Wenger considérant cette expérience bonne pour lui. Cependant, le prêt autorise Arsenal à le rappeler en cas d'urgence.
Lors de la saison 2009-2010, après quelques pépins physiques, il revient en forme à la pointe de l'attaque d'Arsenal, il se montre souvent décisif comme face à Wolverhampton où il libère son équipe en inscrivant le but de la victoire à la 94e minute, ce qui permet aux Gunners de rester en course pour le titre de champion. Cependant, on lui reproche parfois son manque d'efficacité devant le but, notamment à l'issue de sa prestation manquée contre l'équipe de Burnley le 6 mars 2010, mais Nicklas Bendtner fait taire les critiques en marquant dans la foulée un triplé contre le FC Porto en huitièmes de finale de la Ligue des champions, contribuant grandement à la qualification d'Arsenal pour les quarts de finale.
Le 31 août 2011, Nicklas Bendtner est prêté pour une saison à Sunderland,. Il prend part à 30 rencontres et marque 8 buts avant de revenir au club londonien.
Le 31 août 2012, il est prêté pour une saison avec option d'achat à la Juventus,.
À l'issue de la saison 2013-2014, Nicklas Bendtner est libéré par Arsenal. Le 15 août 2014, il s'engage pour trois ans avec le VfL Wolfsburg.
Après 47 matchs et 9 buts, son aventure allemande se termine. À la suite d'un retard, Bendtner est libéré de son contrat le 25 avril. Il aurait pu signer dans la foulée dans le club de sa ville de naissance, le FC Copenhague. L'affaire ne s'est résumée, finalement qu'à quelques entraînements.
Devenu attaquant de Rosenborg, il est condamné le 2 novembre 2018 à une peine de 50 jours de prison ferme pour violences volontaires à l'encontre d'un chauffeur de taxi.
Bendtner inscrit 35 buts en 85 matchs sous le maillot de Rosenborg en l'espace de deux ans et demi. Le 2 septembre 2019, il s'engage pour quatre mois avec le FC Copenhague. Son contrat n'étant pas renouvelé, l'attaquant danois se retrouve libre de tout contrat le 1er janvier 2020 après avoir inscrit un seul but en huit matchs depuis le mois de septembre 2019.
Proche de s'engager avec un club chinois en juin 2020, il s'engage finalement avec le club amateur danois du Tårnby FF (en) en août 2020.

### Carrière en sélection nationale
Nicklas Bendtner est remarqué par Arsenal après avoir marqué trois buts en trois matchs avec l'équipe nationale danoise des moins de 16 ans en février 2004. La même année, il marque six buts en quinze matches avec l'équipe nationale danoise des moins de 17 ans, et est nommé « joueur de l'année des moins de 17 ans danois ». Le 9 mai 2006, il est le plus jeune joueur sélectionné dans l'équipe danoise espoirs pour participer au championnat d'Europe espoirs. Il fait ses débuts le 17 mai lors d'un match amical contre l'Espagne, au cours duquel il marque deux buts.
Le 16 août 2006, à l'âge de 18 ans, Nicklas Bendtner est le troisième plus jeune joueur à revêtir le maillot de l'équipe nationale danoise. Il marque son premier but sous les couleurs nationales le 16 août, lors d'un match amical contre la Pologne, remporté (2-0). Remplaçant le 1er septembre lors d'un match amical gagné (4-2) contre le Portugal, il marque le dernier but.
En décembre 2009, Nicklas Bendtner entre dans la légende du football danois en recevant le trophée du joueur danois de l'année. Il rejoint les grands noms du football danois tels que Peter Schmeichel, Jon Dahl Tomasson ou encore Martin Laursen. Et ce, à seulement 21 ans.
Un an plus tard, Nicklas Bendtner participe à la Coupe du monde 2010 en Afrique du Sud, durant laquelle il prend part aux trois matchs de son équipe. Il marque un but face au Cameroun pour une victoire (2-1), mais le Danemark ne parvient pas à se qualifier pour le tour suivant.  Il disputera sa dernière compétition lors de l'Euro 2012 où les Vikings sortiront en phases de poules malgré un doublé de Bendtner face au Portugal. 
En mai 2018, Bendtner est retenu dans la liste préliminaire de trente-cinq joueurs communiquée par le sélectionneur Åge Hareide pour participer à la Coupe du monde 2018. Cependant, l'attaquant se blesse lors d'un match disputé avec son club de Rosenborg BK et il doit déclarer forfait.

## Statistiques
| Saison                | Club                   | Championnat           | Championnat | Championnat | Coupe nationale | Coupe nationale | Coupe de la Ligue | Coupe de la Ligue | Supercoupe | Supercoupe | Compétition(s) continentale(s) | Compétition(s) continentale(s) | Compétition(s) continentale(s) | Danemark | Danemark | Total | Total |
| Saison                | Club                   | Division              | M.          | B.          | M.              | B.              | M.                | B.                | M.         | B.         | Comp.                          | M.                             | B.                             | M.       | B.       | M.    | B.    |
| 2005-2006             | Arsenal FC             | Premier League        | -           | -           | -               | -               | 3                 | 0                 | -          | -          | -                              | -                              | -                              | -        | -        | 3     | 0     |
| 2007-2008             | Arsenal FC             | Premier League        | 27          | 5           | 2               | 1               | 5                 | 1                 | -          | -          | C1                             | 6                              | 2                              | 10       | 4        | 50    | 13    |
| 2008-2009             | Arsenal FC             | Premier League        | 31          | 9           | 5               | 2               | 2                 | 2                 | -          | -          | C1                             | 12                             | 2                              | 8        | 1        | 58    | 16    |
| 2009-2010             | Arsenal FC             | Premier League        | 23          | 6           | -               | -               | 1                 | 1                 | -          | -          | C1                             | 7                              | 5                              | 9        | 4        | 40    | 16    |
| 2010-2011             | Arsenal FC             | Premier League        | 17          | 2           | 5               | 4               | 5                 | 3                 | -          | -          | C1                             | 5                              | 0                              | 4        | 0        | 36    | 9     |
| 2011-2012             | Arsenal FC             | Premier League        | 1           | 0           | -               | -               | -                 | -                 | -          | -          | -                              | -                              | -                              | 1        | 0        | 2     | 0     |
| 2013-2014             | Arsenal FC             | Premier League        | 9           | 2           | 1               | 0               | 2                 | 0                 | -          | -          | C1                             | 2                              | 0                              | 3        | 2        | 17    | 4     |
| Sous-total            | Sous-total             | Sous-total            | 108         | 24          | 13              | 7               | 18                | 7                 | -          | -          | -                              | 32                             | 9                              | 35       | 11       | 206   | 58    |
| 2006-2007             | Birmingham City (prêt) | Championship          | 42          | 11          | 2               | 0               | 2                 | 1                 | -          | -          | -                              | -                              | -                              | 8        | 3        | 54    | 15    |
| Sous-total            | Sous-total             | Sous-total            | 42          | 11          | 2               | 0               | 2                 | 1                 | -          | -          | -                              | -                              | -                              | 8        | 3        | 54    | 15    |
| 2011-2012             | Sunderland AFC (prêt)  | Premier League        | 28          | 8           | 2               | 0               | -                 | -                 | -          | -          | -                              | -                              | -                              | 11       | 8        | 41    | 16    |
| Sous-total            | Sous-total             | Sous-total            | 28          | 8           | 2               | 0               | -                 | -                 | -          | -          | -                              | -                              | -                              | 11       | 8        | 41    | 16    |
| 2012-2013             | Juventus FC (prêt)     | Serie A               | 9           | 0           | 1               | 0               | -                 | -                 | -          | -          | C1                             | 1                              | 0                              | 4        | 2        | 15    | 2     |
| Sous-total            | Sous-total             | Sous-total            | 9           | 0           | 1               | 0               | -                 | -                 | -          | -          | -                              | 1                              | 0                              | 4        | 2        | 15    | 2     |
| 2014-2015             | VfL Wolfsburg          | Bundesliga            | 18          | 1           | 2               | 0               | -                 | -                 | -          | -          | C3                             | 8                              | 4                              | 10       | 5        | 38    | 10    |
| 2015-2016             | VfL Wolfsburg          | Bundesliga            | 13          | 2           | 1               | 1               | -                 | -                 | 1          | 1          | C1                             | 4                              | 0                              | 6        | 0        | 25    | 4     |
| Sous-total            | Sous-total             | Sous-total            | 31          | 3           | 3               | 1               | -                 | -                 | 1          | 1          | -                              | 12                             | 4                              | 16       | 5        | 63    | 14    |
| 2016-2017             | Nottingham Forest      | Championship          | 15          | 2           | 1               | 0               | 1                 | 0                 | -          | -          | -                              | -                              | -                              | -        | -        | 17    | 2     |
| Sous-total            | Sous-total             | Sous-total            | 15          | 2           | 1               | 0               | 1                 | 0                 | -          | -          | -                              | -                              | -                              | -        | -        | 17    | 2     |
| 2017                  | Rosenborg BK           | Tippeligaen           | 29          | 19          | 2               | 0               | -                 | -                 | 1          | 0          | C1+C3                          | 4+8                            | 0+4                            | 5        | 1        | 49    | 24    |
| 2018                  | Rosenborg BK           | Tippeligaen           | 23          | 5           | 2               | 3               | -                 | -                 | 1          | 1          | C1+C3                          | 4+7                            | 2+1                            | 2        | 0        | 39    | 12    |
| 2019                  | Rosenborg BK           | Tippeligaen           | 5           | 0           | -               | -               | -                 | -                 | -          | -          | -                              | -                              | -                              | -        | -        | 5     | 0     |
| Sous-total            | Sous-total             | Sous-total            | 57          | 24          | 4               | 3               | -                 | -                 | 2          | 1          | -                              | 8+15                           | 2+5                            | 7        | 1        | 93    | 36    |
| 2019-2020             | FC Copenhague          | Superliga             | 6           | 0           | 2               | 1               | -                 | -                 | -          | -          | C3                             | 1                              | 0                              | -        | -        | 9     | 1     |
| Sous-total            | Sous-total             | Sous-total            | 6           | 0           | 2               | 1               | -                 | -                 | -          | -          | -                              | 1                              | 0                              | -        | -        | 9     | 1     |
| Total sur la carrière | Total sur la carrière  | Total sur la carrière | 296         | 72          | 29              | 14              | 21                | 8                 | 3          | 2          | -                              | 69                             | 20                             | 81       | 30       | 499   | 146   |

## Palmarès

### En club
- Arsenal FC
  - Finaliste de la Coupe de la Ligue anglaise en 2011.

- Juventus FC
  - Champion d'Italie en 2013.

- VfL Wolfsburg
  - Vainqueur de la Supercoupe d'Allemagne en 2015.

- Rosenborg BK
  - Champion de Norvège en 2017 et 2018.
  - Vainqueur de la Coupe de Norvège en 2018.
  - Vainqueur de la Supercoupe de Norvège en 2017 et 2018.

### Distinctions personnelles
- Joueur danois de l'année en 2009.
- Meilleur buteur du championnat de Norvège en 2017 (19 buts).